# Mimochroa gynopteridia
Mimochroa gynopteridia is een vlinder uit de familie van de spanners (Geometridae). De wetenschappelijke naam van de soort werd voor het eerst geldig gepubliceerd in 1880 door Arthur Gardiner Butler.